# اوساکاسایاما، اوساکا
اوساکاسایاما در استان اوساکا در کشور ژاپن واقع شده‌است  که دارای جمعیت ۵۸٬۶۶۱ نفر و مساحت ۱۱٫۸۶ کیلومتر مربع با تراکم جمعیت ۴٬۹۴۶  نفر در کیلومترمربع است و در تاریخ ۱ اکتبر ۱۹۸۷ به عنوان شهر شناخته شد.